# 삿포로 팩토리

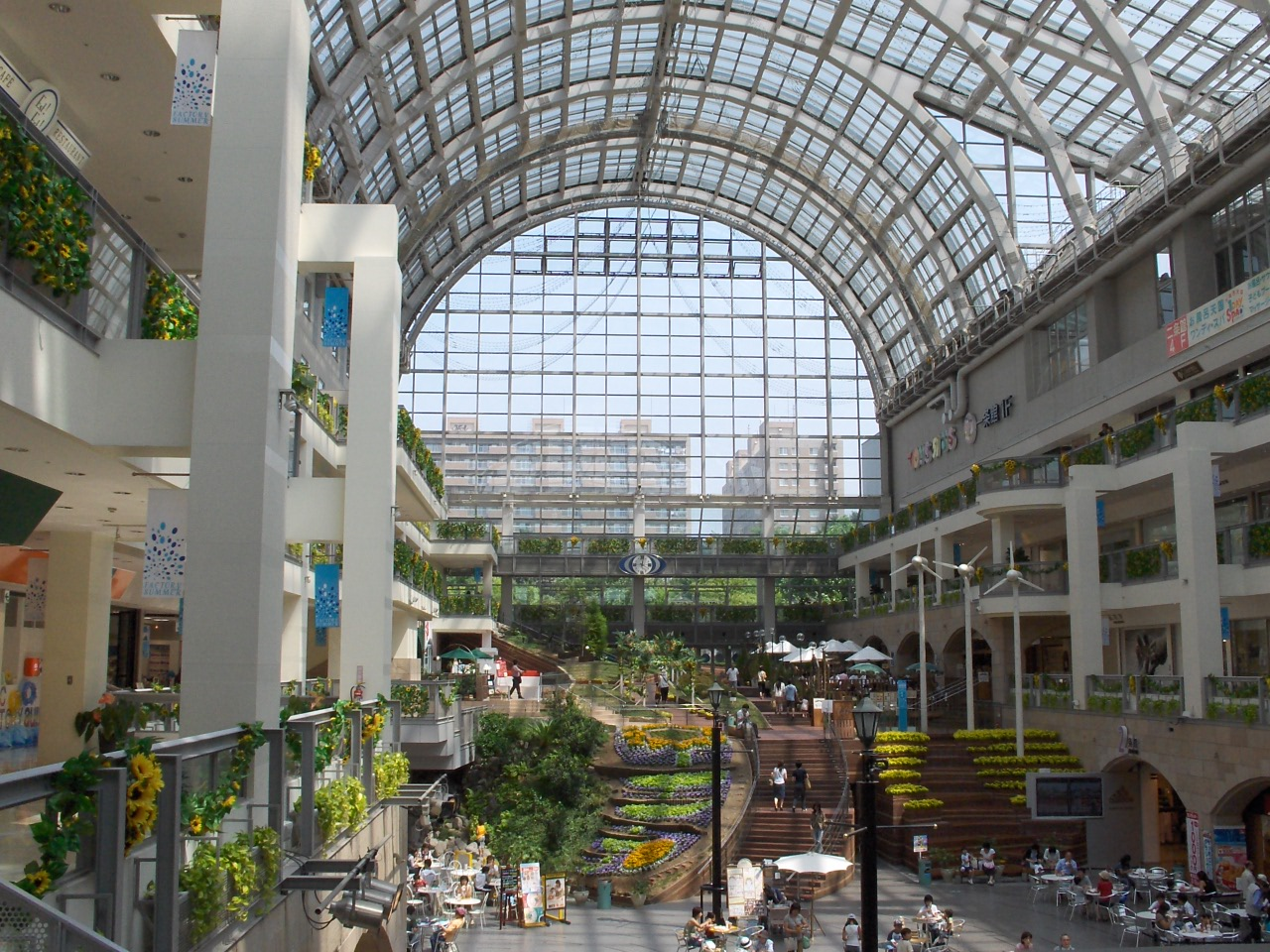
삿포로 팩토리 내의 아트리움 (2006년)

삿포로 팩토리(일본어: サッポロファクトリー, 영어: SAPPORO FACTORY)는 일본 홋카이도 삿포로시 주오구에 위치한 복합 상업시설이다.
1876년 조업한 개척사 맥주 양조장(開拓使麦酒醸造所)터이며, 삿포로 맥주의 삿포로 제1 공장으로 1989년까지 맥주를 생산하고 있던 영역을 재개발한 복합 상업 시설이다. 높이 39m, 폭 34m, 길이 84m의 아트리움을 중심으로 쇼핑 센터, 오락 시설, 레스토랑, 피트니스 클럽, 호텔 등의 시설이 있으며, 각각의 건물은 연락 통로로 연결되어 있다.